# Acerra (cofre de incienso)

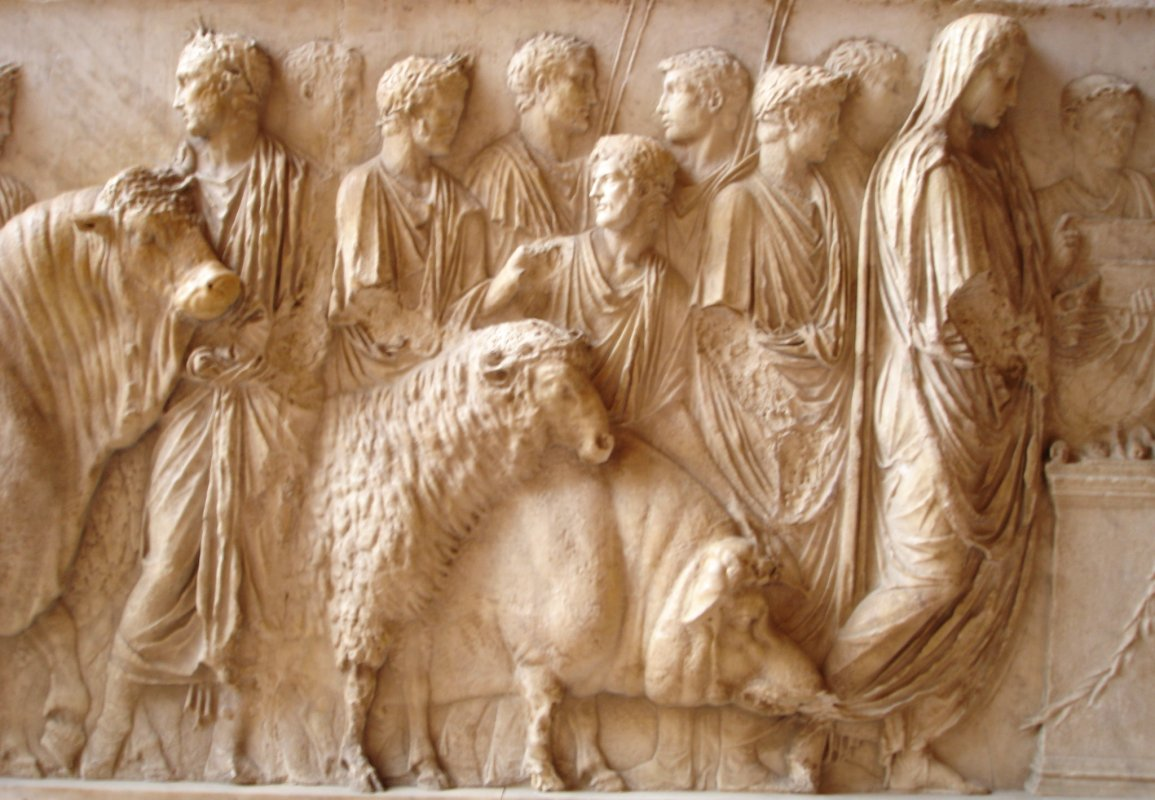
En este relieve de un sarcófago romano de una ceremonia de Suovetaurilia, se puede ver en el extremo derecho una acerra para proceder al ritual. Museo del Louvre

Acerra (en griego: λιβανωτρίς) es un término arqueológico que identifica un tipo de cofre o pequeña arca, que contenía el incienso que portaban los sacerdotes de la Antigua Roma durante ceremonias sacrificales y que luego se esparcía por el altar en llamas.
También se denomina así al pequeño altar portátil, colocado delante del difunto, en donde se quemaban los perfumes. La Ley de las XII Tablas restringió el uso de acerras en los funerales.